# Fordia
Fordia W. B. Hemsley – rodzaj roślin z rodziny bobowatych (Fabaceae). Według The Plant List obejmuje co najmniej 18 gatunków. 

## Systematyka
Pozycja według APweb (aktualizowany system APG III z 2009)
Jeden z rodzajów plemienia Millettieae z podrodziny bobowatych właściwych (Faboideae) z rodziny bobowatych (Fabaceae) należącej do rzędu bobowców (Fabales) reprezentującego dwuliścienne właściwe.
Wykaz gatunków
| - Fordia albiflora (Prain) Dasuki & Schot - Fordia brachybotrys Merr. - Fordia bracteolata Dasuki & Schot - Fordia cauliflora Hemsl. - Fordia fruticosa Craib - Fordia incredibilis Whitmore - Fordia johorensis Whitmore - Fordia lanceolata Ridl. - Fordia leptobotrys (Dunn) Schot, Dasuki & Buijsen | - Fordia microphylla Z.Wei - Fordia ngii Whitmore - Fordia nivea (Dunn) Dasuki & Schot - Fordia ophirensis Ridl. - Fordia pauciflora Dunn - Fordia rheophytica (Buijsen) Dasuki & Schot - Fordia splendidissima (Miq.) Buijsen - Fordia stipularis (Prain) Dunn - Fordia unifoliata (Prain) Dasuki & Schot |